# George Schuyler
Pour les articles homonymes, voir Schuyler.
George Samuel Schuyler, né le 25 février 1895 à Providence (Rhode Island), décédé le 31 août 1977 à New York est un écrivain, éditorialiste, polémiste et journaliste afro-américain.

## Biographie
George S. Schuyler, né à Providence, Rhode Island, le 25 février 1895, est le fils de George Francis Schuyler, un chef cuisinier, et d'Eliza (Fischer) Schuyler, tous deux originaires de la région d'Albany. Il grandit à Syracuse (état de New York).
Après ses études secondaires, Schuyler sert dans l'armée américaine de 1912 à 1919 au sein du 35e régiment d'infanterie, et atteint le grade de lieutenant. Durant la plus grande partie de sa carrière militaire, il est caserné à Hawaï. Une fois démobilisé, Schuyler retourne à Syracuse où il travaille comme ouvrier dans le bâtiment.
En novembre 1921, il rejoint le Parti socialiste d'Amérique.
En 1922, Schuyler emménage à New York pour habiter au Phillis Wheatley Hotel (devenu en 1924 le Phyllis Wheatley Communauty Center) géré par l'Universal Negro Improvement Association (UNIA) dirigée par Marcus Garvey.
Schuyler assiste aux réunions de l'UNIA, mais prend du recul vis-à-vis de l'allure raciste du mouvement Back-to-Africa. Il assiste également à des réunions d'autres groupes noirs, comme le groupe socialiste Friends of Negro Freedom animé par Chandler Owen et A. Philip Randolph, qui étaient tous deux critiques envers le mouvement Back-to-Africa.
De 1923 à 1928 commence sa carrière de journaliste, d'abord au Messenger, puis pour The Pittsburgh Courier, un journal hebdomadaire noir, puis pour The Nation, un périodique socialiste fabianiste et d'autres publications de gauche.
Pendant huit mois, de 1925 à 1926, il parcourt le sud du pays pour enquêter sur les relations entre les communautés blanche et noire. C'est lors de cette enquête que Schuyler va devenir un Républicain conservateur. Il est persuadé que les Noirs américains ne peuvent réussir qu'en travaillant en coopération avec les Blancs au sein du système démocratique en vue d'un gain économique mutuel. En 1930, il tente de mettre en pratique cette théorie en créant la Young Negroes' Cooperation League avec Ella Baker.
En 1931, Schuyler publie son premier roman Black No More, satire dans laquelle les Noirs, grâce à l'utilisation de la science, deviennent blancs et se fondent dans la société en général, ce qui entraîne une reprise socio-économique du pays en pleine crise post-1929.
En 1931, sur l'invitation de l'éditeur George P. Putnam, Schuyler part au Libéria enquêter sur les rapports de la traite négrière moderne des Libériens vers les plantations espagnoles au large des côtes de l'Afrique de l'Ouest. Cette enquête fait l'objet de son livre Slaves Today: A Story of Liberia.
Le procès de Scottsboro de 1931 à 1936 conduit Schuyler à s'interroger sur les influences du parti communiste sur les mouvements de défense des droits civiques, comme l'ILD (International Labor Defense) qu'il considère comme de la subversion.
En 1932, Schuyler rejoint Roy Wilkins de la National Association for the Advancement of Colored People (NAACP), pour enquêter sur les conditions de travail des travailleurs noirs employés par le Mississippi Flood Control Project. C'est le début d'une longue collaboration : Schuyler travaille auprès du département de relations publiques de la NAACP, et devient le directeur de The Crisis, magazine de la NAACP.
Durant la seconde guerre mondiale, il milite pour l'égalité et la cohésion sociale entre noirs et blancs dans l'armée américaine, à cette occasion il participera à l'appel : Association for Tolerance in America.
En 1944, The Pittsburgh Courier, nomme Schuyler au poste de rédacteur en chef de leur édition new-yorkaise. Schuyler y rédige divers articles sur le communisme, les relations interraciales et la politique.
Parallèlement de 1947 à 1950, Schuyler collabore à la rédaction de Plain Talk, un périodique anticommuniste fondé et dirigé par Isaac Don Levine. Durant cette même période (1947-1948), il continue ses enquêtes pour The Pittsburgh Courier, notamment sur l'avancée de l'intégration des afro-américains dans les écoles, les logements et le travail.
Fin juin 1950, Schuyler assiste à la première session du Congress of Cultural Freedom à Berlin, organisée pour lutter contre le communisme. Son long article The Negro Question Without Propaganda est publié dans les annales du Congrès. Une version abrégée, intitulée The Phantom American Negro, a été publiée dans The Freeman et réimprimée à grande échelle, y compris par le Reader's Digest et ses éditions internationales.
Pendant les années 1950, il soutiendra le sénateur McCarthy dans sa chasse aux communistes.
Pendant les années 1960, Schuyler décroche du mouvement des droits civiques qui s'oriente de plus en plus vers les idées de la gauche contestataire et le Parti Démocrate. Il dénonce les émeutes et les manifestations qui pour lui sont des manipulations communistes, dénonce la promotion du "Black is Beautiful", et déclare dans un éditorial que Martin Luther King ne mérite pas le Prix Nobel de la paix.
The Pittsburgh Courier et The Crisis prennent leurs distances vis-à-vis de Schuyler et se séparent de lui. Face à cela, en 1965, Schuyler s'affilie tant qu'écrivain et conférencier à l'American Opinion de Robert W. Welch Jr (fondateur de la John Birch Society). Une grande partie du travail de Schuyler est publié et diffusé à travers ce media jusqu'en 1970.
En 1969, Schuyler perd sa femme, Josephine E. Lewis Schuyler (Josephine Cogdell Schuyler). Avant son mariage en 1928, Josephine, née au Texas, avait été actrice, mannequin, danseuse et peintre ; plus tard, leur mariage interracial a fait l'objet d'articles dans les deux cas[Quoi ?].
Leur fille, Philippa Duke Schuyler, née en 1931, était une enfant prodige. Elle connaissait six langues et, dès son plus jeune âge, était une pianiste, compositrice, orchestratrice et auteure accomplie. Elle a beaucoup voyagé en Europe, aux Antilles, en Afrique et en Asie du Sud-Est en tant que journaliste, écrivant des livres et des articles sur les affaires du monde ainsi que sur la musique. Elle était correspondante de presse au Viêt Nam au moment de sa mort en 1967, dans un accident d'hélicoptère lors de l'évacuation des enfants de Hue à Da Nang.
Les manuscrits de George Samuel Schuyler sont déposés à la bibliothèque de l'Université de Syracuse

## Liste des œuvres
- Rac(E)Ing To The Right: Selected Essays George S. Schuyler, éd. Univ Tennessee Press, 2001,
- The Yellow Peril, éd. University Press, 1996
- Ethiopian Stories, éd. Northeastern University Press, 1994,
- Black Empire, éd. Northeastern University Press, 1991,
- Saint John: Scenes from a Popular History, éd. Yankee Books, 1984,
- Saint John: Two Hundred Years Proud, éd. Windsor Pubns, 1984,
- Malcolm X: Better to Memorialize Benedict Arnold, éd. American Opinion Magazine, 1973,
- Cowardice and the Attack on American Morality, éd. American Opinion Magazine, 1970,
- The Fall / From Decency to Degradation, éd. American Opinion Magazine, 1969,
- Mr. Schuyler: the Reds and I, éd. American Opinion Magazine, 1968,
- For America: Let Negroes Give Thanks, éd. American Opinion Magazine, 1965,
- Black and Conservative, éd. Arlington House, 1965,
- The Negro Question Without Propaganda, éd. Congress of Cultural Freedom, 1950,
- The Communist Conspiracy Against The Negroes, éd. Catholic Information Society, 1947
- The Red drive in the colonies, éd. Catholic Information Society, 1947
- Black No More, éd. Modern Library (rééd. 1999), 1931[17],
- Slaves Today: A Story of Liberia, éd. Brewer, Warren and Putnam, 1931,
- Consumers' co-operation: A catechism of Negro working people, éd. Young Negroes Co-operative League, 1930,
- Racial Intermarriage in the United States, éd. Haldeman-Julius, 1929.

### Livres traduits en français
- Black No More: Ou le récit d'étranges et merveilleux travaux scientifiques au pays de la liberté entre 1933 et 1940 après J.-C., traduction de Thierry Beauchamp, éd. Editions Wombat, 2016[18]

### Essais
- Jeffrey Ferguson, The Sage of Sugar Hill: George S. Schuyler and the Harlem Renaissance, éd. Yale University Press, 2005,
- Michael W. Peplow, George S. Schuyler, éd. Twayne, 1980.